# Odyssey International
Odyssey International (stilisiert als ODYSSEY international) war eine kanadische Charterfluggesellschaft mit Sitz in Mississauga.

## Geschichte
Die Gründung der Odyssey International erfolgte zu Beginn des Jahres 1988 durch die ebenfalls kanadische Soundair, welche zu diesem Zeitpunkt bereits Air Toronto (ehemals Commuter Express) zum eigenen Portfolio zählen konnte. Hierbei spielte der ehemalige Vizepräsident der Wardair Brian Walker eine wichtige Rolle, plante er doch, einige zuvor von Wardair geflogene Strecken nun von Odyssey International bedienen zu lassen. Nachdem die Vorbereitungsarbeiten mit einer Dauer von zehn Monaten zum 3. November 1988 abgeschlossen waren, nahm man den operativen Betrieb mit einer geleasten Boeing 757-200 und einem Flug von Toronto nach Las Vegas auf. Es folgten Flüge zu beliebten kanadischen Winterzielen sowie Langstreckenflüge zu kleineren britischen Flughäfen. Später mietete man von Air Europe für Strecken mit weniger Passagieren zwei Flugzeuge des Typs Boeing 737-300.
Im Jahre 1989 entschied man sich zur Übernahme weiterer Boeing 757, wenngleich sich die Auslastung der Flugzeuge nicht zufriedenstellend gestaltete. Um diesem entgegenzuwirken, übernahm man schließlich den Reiseveranstalter Thomas Vacations Canada Limited. Mehrere weitere Faktoren – der Neubau eines Verwaltungskomplexes und einer Werfthalle, die Einrichtung einer zusätzlichen Gesellschaft für Leasing- und Tankangelegenheiten sowie der Verlust eines Frachtvertrags – führten auf Seiten der Muttergesellschaft Soundair zu ernsten Liquiditätsproblemen; die Insolvenz war unausweichlich. So stellten alle Unternehmen der Gruppe ihren Betrieb zum 27. April 1990 ein, während Odyssey International Schulden in Höhe von 65 Mio. kanadischen Dollar hinterließ.
Flugzeuge, Personal und Markenrechte der Odyssey International wurden später durch Nationair Canada übernommen, welche sich letztlich 1993 selbst gezwungen sah, Konkurs anzumelden.

## Flugziele
Neben winterlichen Flügen zu Zielen in Florida, Mexiko und der Karibik bot Odyssey International im Sommer darüber hinaus Flüge nach Amsterdam, Frankfurt, Athen, Venedig, Málaga und zu diversen britischen Flughäfen.

## Flotte

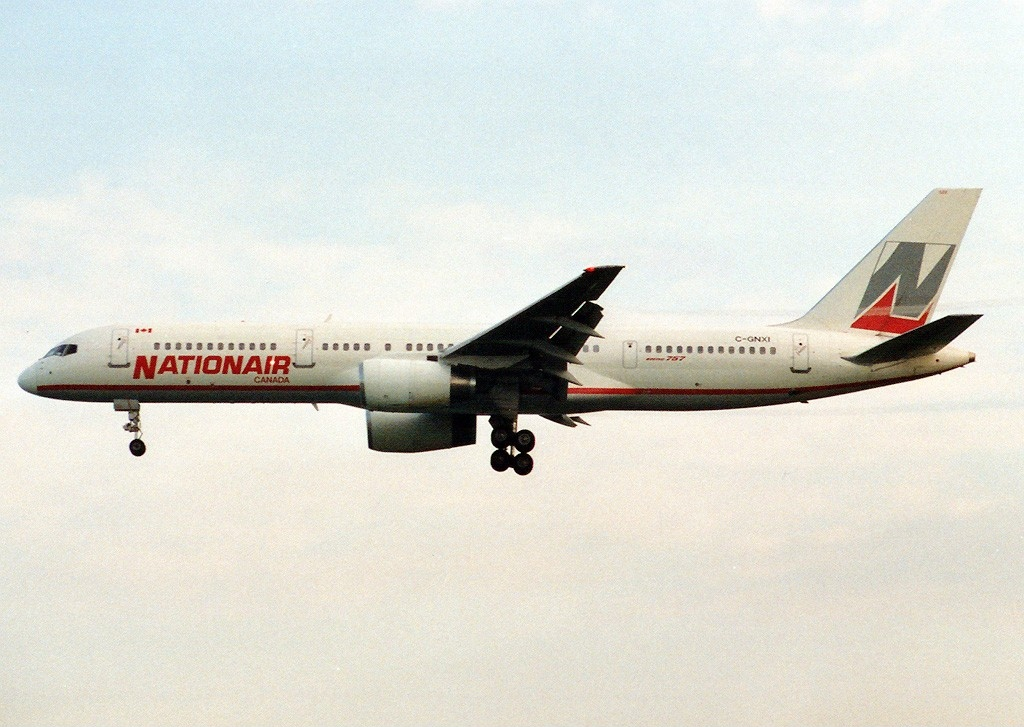
Boeing 757-200 der Odyssey International nach der Übernahme durch Nationair

Mit Stand März 1990 bestand die Flotte der Odyssey International aus den folgenden fünf Flugzeugen:
| Flugzeugtyp    | Anzahl | Luftfahrzeugkennzeichen | Anmerkungen                                         |
| -------------- | ------ | ----------------------- | --------------------------------------------------- |
| Boeing 737-300 | 2      | C-FGHQ, C-FGHT          | von Air Europe und Air UK Leisure gemietet          |
| Boeing 757-200 | 3      | C-FNBC, C-GAWB, C-GTDL  | C-FNBC und C-GTDL wurden durch Nationair übernommen |
| Gesamt         | 5      |                         |                                                     |